# Союз ТМА-8
«Союз ТМА-8» — пилотируемый космический корабль.

## Стартовый экипаж
- Командир корабля — Павел Виноградов  Россия (2-й полёт)
- Бортинженер-1 — Джеффри Уильямс (англ. Jeffrey Williams)  США (2-й полёт)
- Бортинженер-2 — Маркос Понтес (порт. Marcos Pontes)  Бразилия (1-й полёт)

## Дублирующий экипаж
- Командир корабля — Фёдор Юрчихин  Россия
- Бортинженер-1 — Майкл Финк (англ. Michael Fincke)  США
- Бортинженер-2 — Сергей Волков  Россия

## Экипаж возвращения
- Командир корабля — Павел Виноградов  Россия
- Бортинженер-1 — Джеффри Уильямс  США
- Турист — Ануше Ансари (англ. Anousheh Ansari)  Иран /  США четвёртый космический турист, который прибыл на МКС на корабле «Союз ТМА-9» 20 сентября 2006 года.

## Описание полёта
Программой полёта предусматривалась стыковка корабля «Союз ТМА-8» с Международной космической станцией (МКС) и замена экипажа 12-й долговременной экспедиции МКС. Стыковка с МКС состоялась в автоматическом режиме 1 апреля. В это время на МКС находился 12-й долговременный экипаж — Уильям Макартур и Валерий Токарев. 13-й основной экипаж МКС — Павел Виноградов и Джеффри Уильямс останутся на МКС до конца сентября 2006 года.
Маркос Понтес, первый бразильский космонавт, отправился в космический полёт в соответствии с соглашением о сотрудничестве между Россией и Бразилией. Понтес проводил на МКС исследования и эксперименты в течение 9 суток и вернулся на Землю вместе с экипажем МКС-12 на корабле «Союз ТМА-7» 8 апреля.
В июле экипаж МКС-13 встречал на орбите шаттл «Дискавери» (STS-121). На этом шаттле прилетел третий член экипажа МКС-13 — астронавт Европейского космического агентства Томас Райтер (Германия). Через три года экипаж МКС вновь состоит из трёх космонавтов. Виноградов и Уильямс вернулись на Землю на «Союзе ТМА-8», а Томас Райтер остался на станции и перешёл в состав четырнадцатого экипажа МКС. Возвращение Райтера на Землю запланировано на декабрь на шаттле «Дискавери» (STS-116), предварительная дата старта которого — 14 декабря.
11 сентября со станцией состыковался шаттл «Атлантис» STS-115, экипаж которого продолжил строительство станции, прерванное после катастрофы «Колумбии».
Основному экипажу МКС-13 предстояло подготавливать станцию к приёму экспедиций посещения, подготавливать станцию к возобновлению её дальнейшего строительства, поддерживать МКС в рабочем состоянии, осуществить три выхода в открытый космос, принимать и разгружать два грузовых корабля «Прогресс».
Экипаж МКС проводил различные научные исследования и эксперименты в области медицины, физики, производил наблюдения Земли.
Также проведены исследования влияния на организм человека факторов длительного пребывания в космосе, это поможет лучше подготовиться к будущим полётам на Луну и Марс (планета).
29 сентября, после шести месяцев проведённых на орбите, космонавты 13-й долговременной экспедиции МКС (МКС-13) Павел Виноградов и Джеффри Уильямс вернулись на Землю. Вместе с ними на Землю вернулась и первая космическая туристка Ануше Ансари, которая провела в космосе почти 11 суток.
Люк между кораблём «Союз ТМА-8» и МКС был закрыт 28 сентября в 22:45 московского летнего времени (18:45 UTC). Корабль «Союз ТМА-8» был отстыкован от МКС 29 сентября в 01:53 московского летнего времени (28 сентября 21:50 UTC). Спуск с орбиты прошёл в автоматическом режиме. Корабль приземлился в 05:13 московского летнего времени (01:33 UTC) в 87 км севернее города Аркалыка (Казахстан). Павел Виноградов и Джеффри Уильямс провели в космосе почти 183 суток.